# Бюльбюль-бородань палаванський
Бюльбю́ль-бородань палаванський (Alophoixus frater) — вид горобцеподібних птахів родини бюльбюлевих (Pycnonotidae). Ендемік Філіппін. Раніше вважався підвидом сірощокого бюльбюля-бороданя.

## Поширення і екологія
Палаванські бюльбюлі-бородані є ендеміками острова Палаван. Вони живуть в рівнинних і гірських тропічних лісах та на плантаціях. Зустрічаються на висоті до 1150 м над рівнем моря.